# Columbit
Columbit är sedan namnändring 1967 och 2007 inget självständigt mineral utan samlingsbeteckning för en fast lösning inom ändleden columbit-(Fe), columbit-(Mg) och columbit-(Mn). Blandmineralet kan beskrivas med formeln formeln (Fe,Mg,Mn)Nb2O6 och är en oxid mellan niob och varierad proportion av järn, magnesium och mangan.
Mineralen i de rena ändleden betecknas:

•	columbit-(Fe) (tidigare ferrocolumbit): Fe2+Nb2O6

•	columbit-(Mg) (tidigare magnocolumbit alternativt magnesiocolumbit): MgNb2O6

•	columbit-(Mn) (tidigare manganocolumbit): Mn2+Nb2O6
Columbit bildar även fast lösning med tantalmineralet tantalit och kan då betecknas med formeln (Fe,Mg,Mn)(Nb,Ta)2O6. Columbit och tantalit är svåra att särskilja på yttre kännetecken. Båda utgör malmmineral för niob och tantal och går då ofta under beteckningen coltan.

## Etymologi och historia
Förspelet till upptäckten av grundämnet columbium börjar i Nordamerika med en stuff från Connecticut i en samling som troligen tillhört John Winthrop den yngre, Jr (1606-1676) den första guvernören i Colony of Connecticut och tillika en ivrig mineralsamlare. Stuffen, en svart tung sten, tillsammans med över 600 naturprover skänktes av hans sonson som också hette John Winthrop (1681-1747) till Hans Sloane, ordförande i The Royal Society of London. I stuffen, objekt 348 i lista från 1734, upptäckte Charles Hatchett 1801 ett nytt metalliskt grundämne i form av oxid – alltså inte i metallisk form – som han kallade columbium efter Columbia, personifiering av Amerika, och mineralet i stuffen fick heta columbite (av Robert Jameson 1805) vilket blev columbit på svenska. Grundämnet columbium ansågs vara identiskt med grundämnet tantal som upptäcktes 1802 av Anders Gustaf Ekeberg. Heinrich Rose kunde 1844 visa att columbium till stor del innehöll ett annat ämne än tantal. Rose kallade det nya ämnet för niob efter Niobe, dotter till Tantalos. I USA har grundämnet niob Nb länge kallats columbium (Cb). 

## Egenskaper
Columbit karakteriseras av att halten niob är större än halten tantal. Densiteten ökar med ökande halt tantal, men påverkas obetydligt av proportionen järn-mangan. Det finns även varianter av columbit där andra metaller ersatt järn och mangan, t.ex. magnesiocolumbit ((Mg,Fe,Mn)(Nb,Ta)2O6).
Columbit är ett hårt (Mohs = 6–6½`) och tungt (D=5,17–6,66) blandmineral med svart till brunsvart färg och likaså svart till mörkbrunt streck. Blandmineralet syns opakt utom i ytterst tunna snitt. Columbit kan innehålla andra grundämnen såsom tenn, volfram, toriuum och uran. Om de två sistnämnda ingår är columbit radioaktivt.

## Separation av niob från tantal
Columbit innehåller, förutom grundämnet niob även en varierande halt av grundämnet tantal. Dessa två grundämnen är kemiskt mycket lika och därmed svåra att separera från varandra. I tidiga metoder användes destillation av flyktiga föreningar eller fraktionerad kristallisation. I mitten av 1900-talet kom de att ersättas av metoder som bygger på vätskeextraktion. Denna princip har sedan vidareutvecklats till metoder där faserna separeras med membran.

## Förekomst
Columbit förekommer ofta i granitpegmatiter, särskilt i sådana med albit, litiumsilkater och litium-mangan-järnfosfater. Associerade mineral är albit, mikroklin, beryll, lepidolit, muskovit, turmalin, spodumen etc. I Sverige har columbit påträffats i t.ex. Munkeby, Timmerhult, Högsbo (Bohuslän), Väne Ryr (Västergötland), Kolsva (Västmanland), Stakholmen (Hälsingland), Gundlebo pegmatitbrott (Västergötland) och Selvitsberget (Ångermanland). Största tillgångar finns i Brasilien, Nigeria och andra länder i Centralafrika.

## Användning
Columbit är en källa för grundämnet niob utöver mineralet pyroklor som är den viktigaste. Medan niob utvinns ur pyroklor i närheten av gruvorna, transporteras columbit i allmänhet till processindustrier som kan skilja niob och tantal åt. Medan niob från pyroklor främst används i form av legeringen ferroniob inom stålindustrin och av flygplansindustrin så används columbit till att framställa nioboxid och andra niobkemikalier. Inconel 718 är en superlegering och innehåller 5 % Nb utöver huvudkomponenterna nickel och krom och lägre halt molybden och titan. Vissa rostfria stål innehåller en låg halt niob för att binda kol som annars vid olämplig värmebehandling kan bilda kromkarbid vid korngränser och därvid försämra korrosionsbeständigheten. 

## Bilder

Varianter av columbit
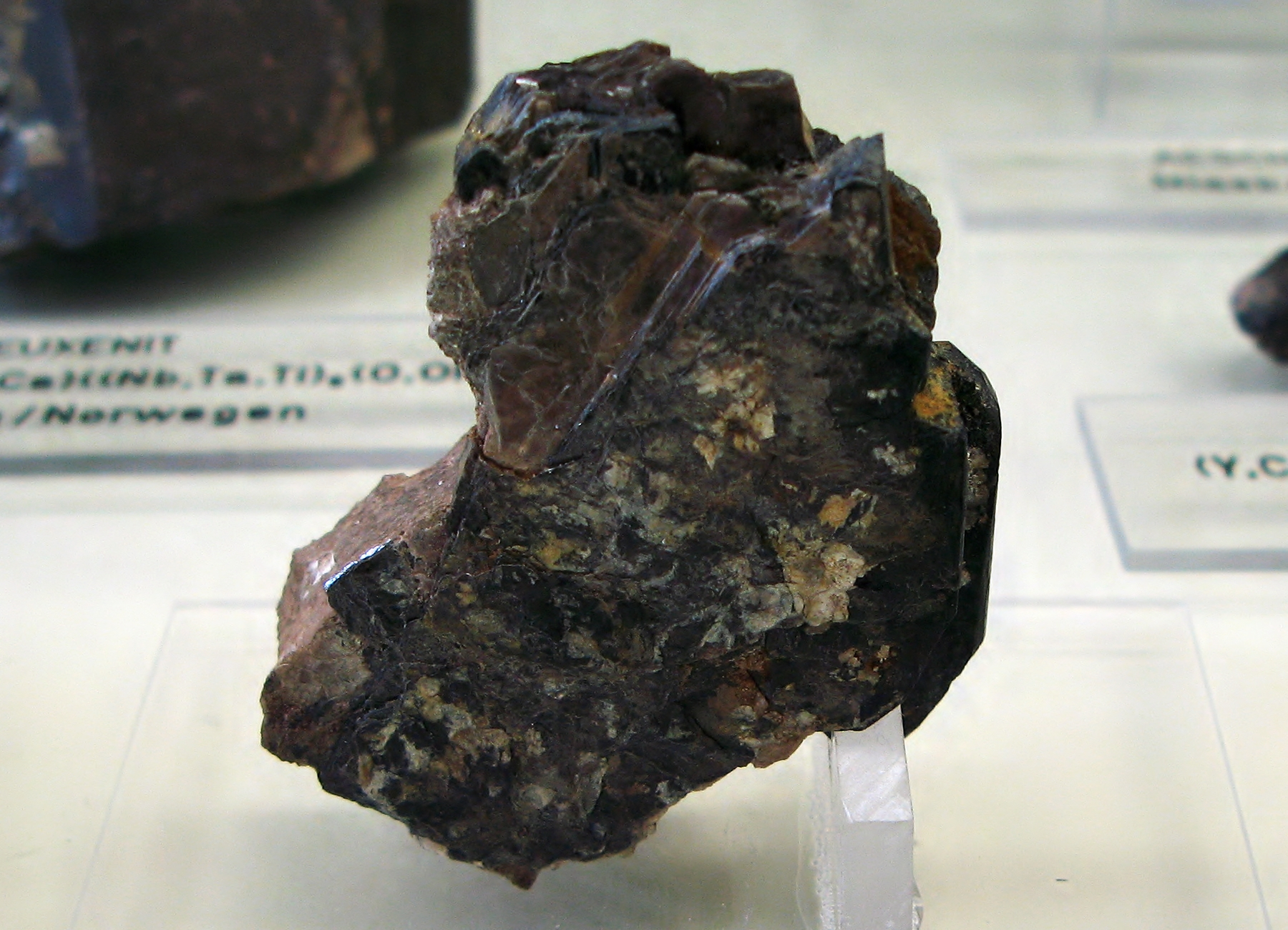
Columbit (Moss, Norge)
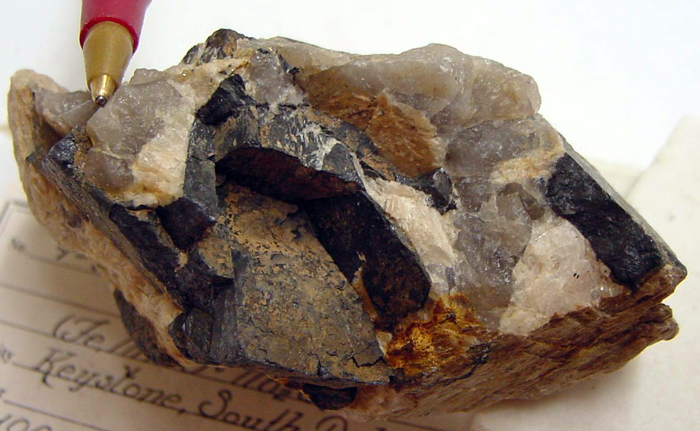
Columbit (Keystone, South Dakota, USA)
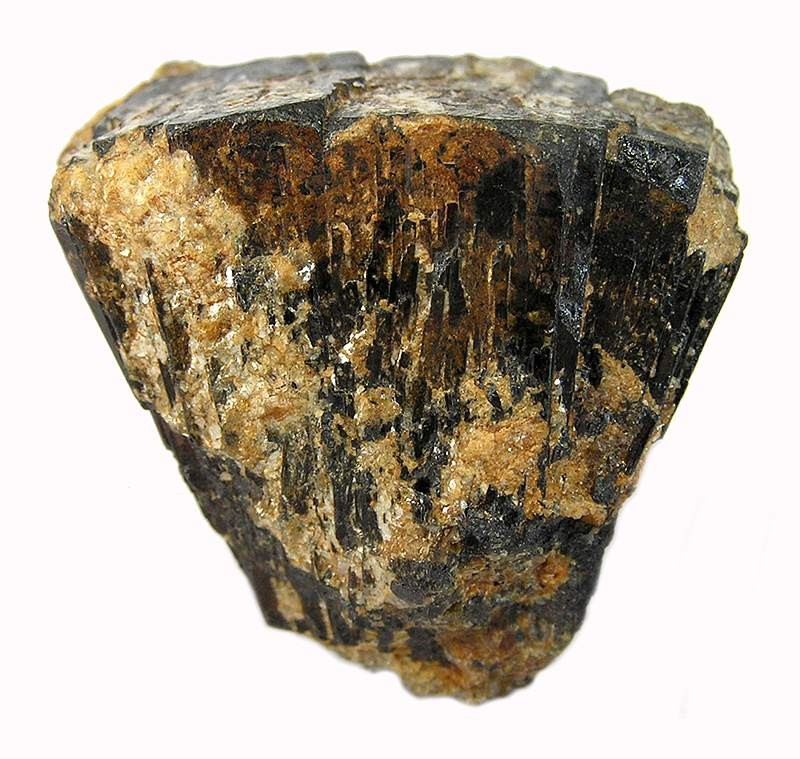
Columbit (Andrews Quarry, Portland, Connecticut, USA)
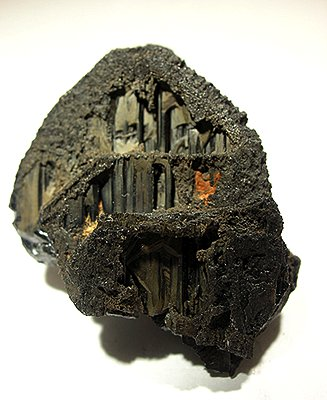
Columbit-(Mn) (Elizabeth R. Mine, San Diego County, California, USA )
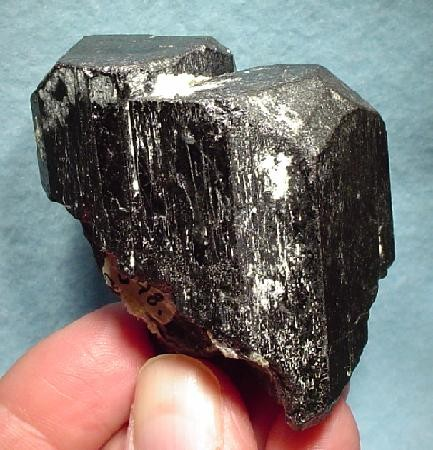
Columbit-(Fe) (Minas Gerais, Brasilien)
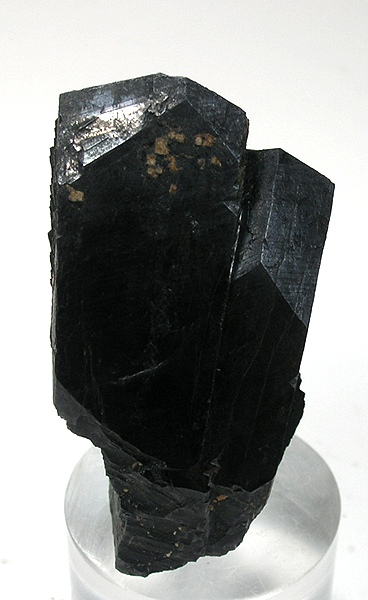
Columbit-(Fe) (Tsaramanga pegmatit, Madagaskar)
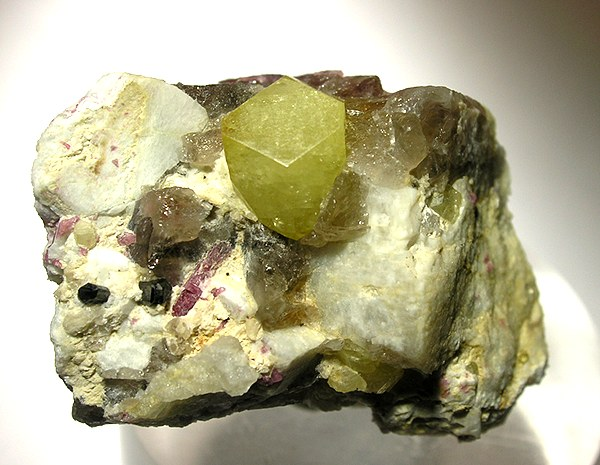
Columbit-(Mn)-Rhodizite (Sahatany Pegmatit, Madagaskar)